# Kanton Le Havre-3
Der Kanton Le Havre-3 ist seit 1888 ein französischer Wahlkreis für die Wahl des Départementrats im Arrondissement Le Havre im Département Seine-Maritime in der Region Normandie. Das Bureau centralisateur befindet sich in Le Havre.

## Gemeinden
Der Kanton besteht aus vier Gemeinden und Gemeindeteilen mit insgesamt 36.335 Einwohnern (Stand: 1. Januar 2022) auf einer Gesamtfläche von 56,99 km²:
| Gemeinde             | Einwohner 1. Januar 2022 | Fläche km² | Dichte Einw./km² | Code INSEE | Postleitzahl        |
| -------------------- | ------------------------ | ---------- | ---------------- | ---------- | ------------------- |
| Gainneville          | 2.529                    | 4,65       | 544              | 76296      | 76700               |
| Gonfreville-l’Orcher | 8.939                    | 25,81      | 346              | 76305      | 76700               |
| Le Havre             | 23.147                   | 17,03      | 1.359            | 76351      | 76600, 76610, 76620 |
| Rogerville           | 1.720                    | 9,50       | 181              | 76533      | 76700               |
| Kanton Le Havre-3    | 36.335                   | 56,99      | 638              | 7616       | –                   |

1. ↑   Nur der südliche Teil der Gemeinde, der Rest verteilt sich auf die Kantone Le Havre-1, Le Havre-2, Le Havre-4, Le Havre-5 und Le Havre-6.